# 台东站
台东站，位于中华人民共和国山東省青岛市市北区台东台东一路与威海路交叉口地下，是青岛地铁1号线和2号线的地铁换乘站。

## 沿革
2号线车站于2019年12月16日上午11时启用。
1号线车站于2021年12月30日中午12时启用。

## 车站構造
地铁1号线和2号线为分层十字形交叉排布：1号线为西南-东北方向，沿人和路布置；2号线为西北-东南方向，沿台东一路布置。
车站为地下三层侧岛式。
| 地面 |                    | A-G出入口                            |                    |                    |
| B1层 | 站厅               | 客服中心、自动售票机、进出站闸机     |                    |                    |
| B2层 | 侧式站台，右侧开门 | 侧式站台，右侧开门                   | 侧式站台，右侧开门 | 侧式站台，右侧开门 |
|      |                    | 2号线 往四川路（轮渡）（利津路）     |                    |                    |
|      |                    | 2号线 往李村公园（芝泉路）           |                    |                    |
|      | 侧式站台，右侧开门 |                                      |                    |                    |
| B3层 |                    | 1号线 往王家港（广饶路）             |                    |                    |
|      | 岛式站台，左侧开门 |                                      |                    |                    |
|      |                    | 1号线 往东郭庄（海泊桥（海慈医疗）） |                    |                    |

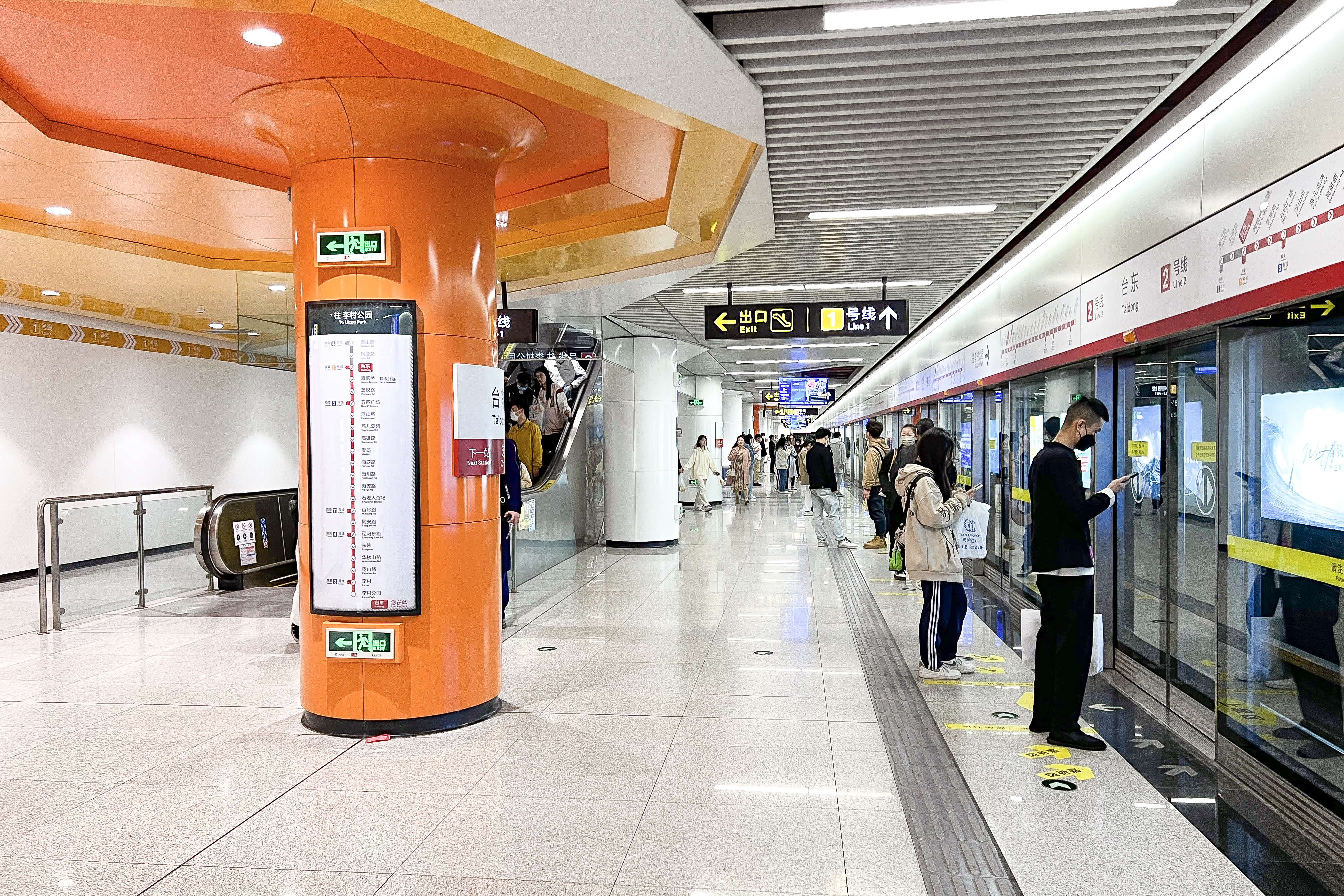
2号线站台（李村公园方向）
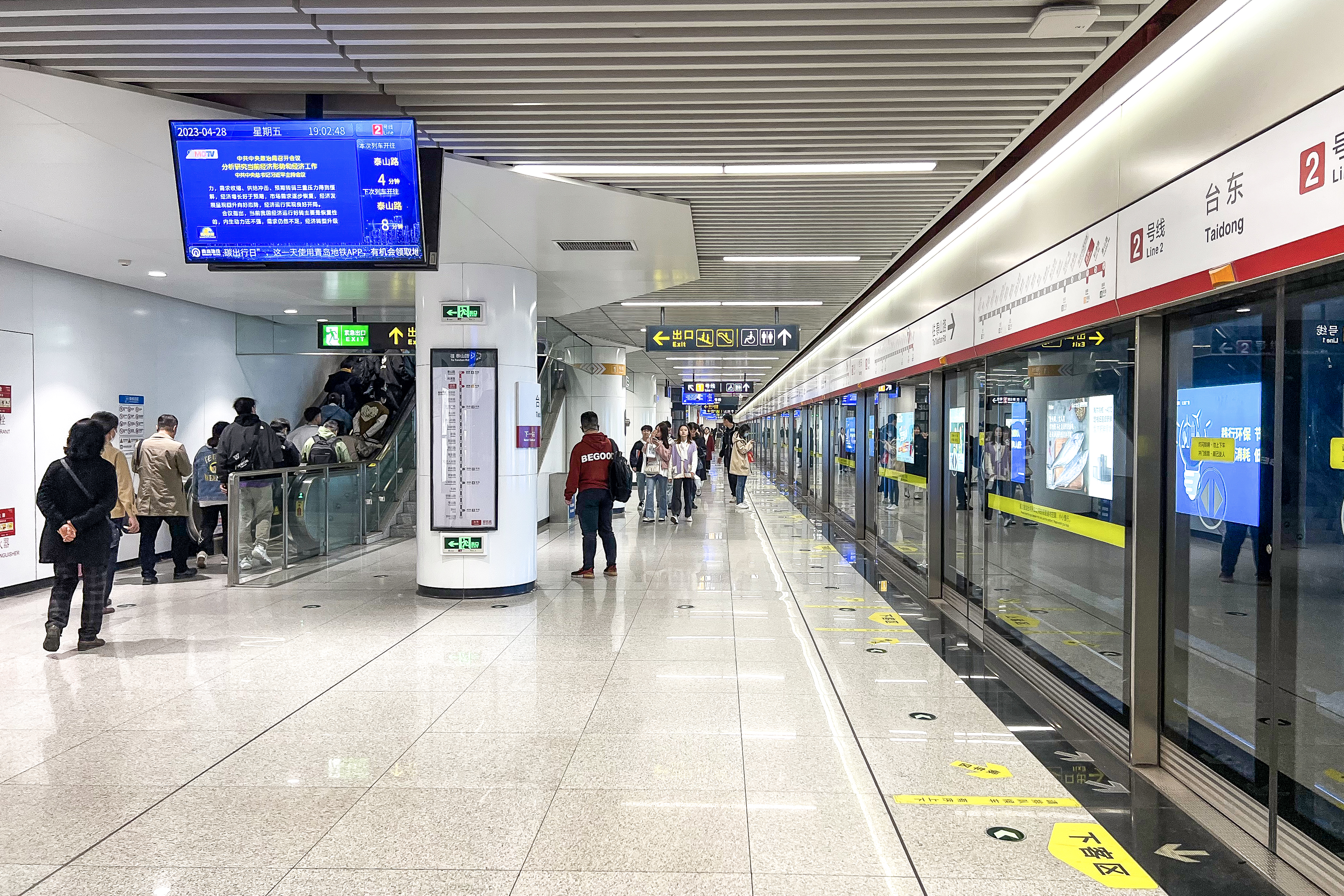
2号线站台（泰山路方向）
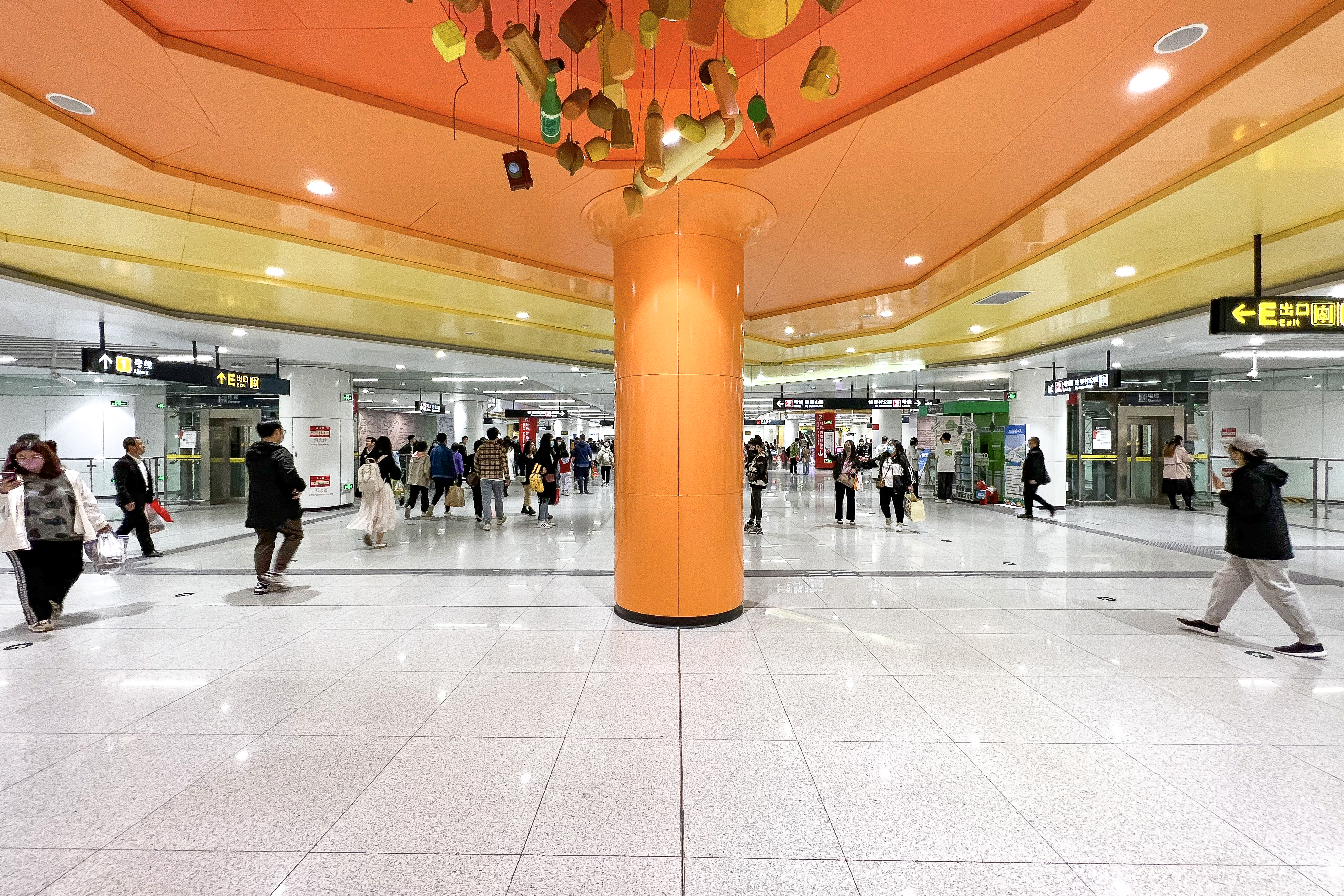
站厅
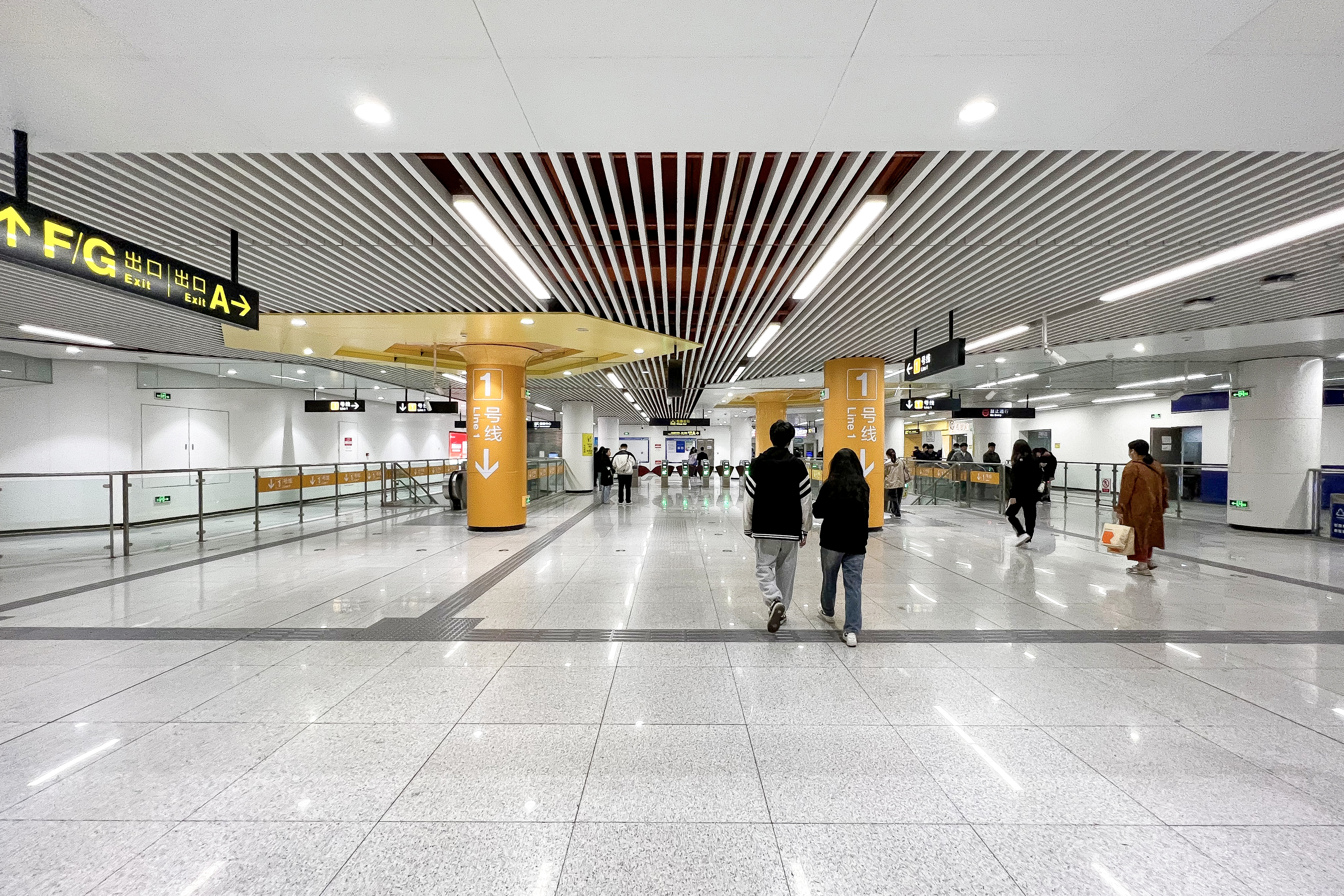
站厅
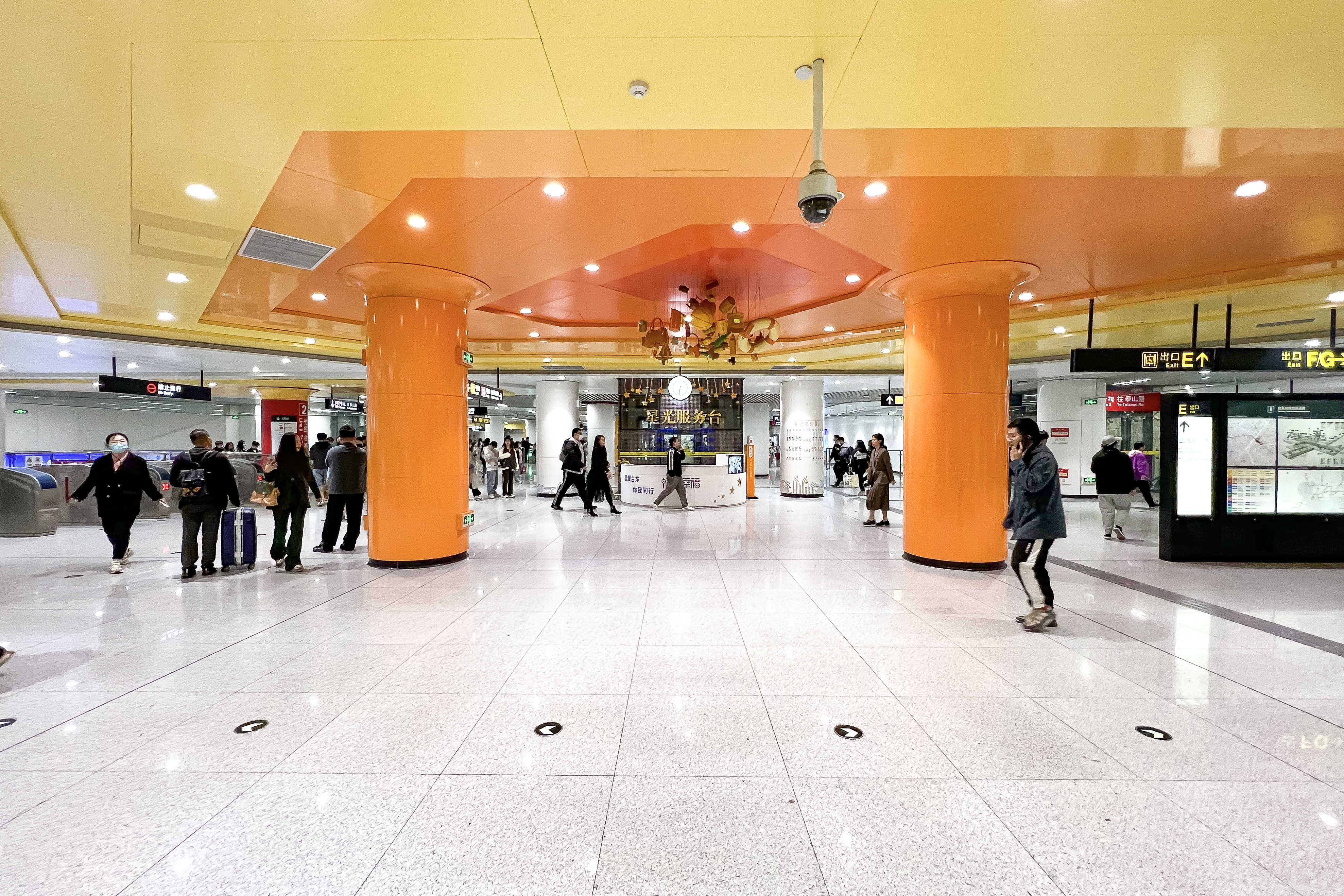
站厅
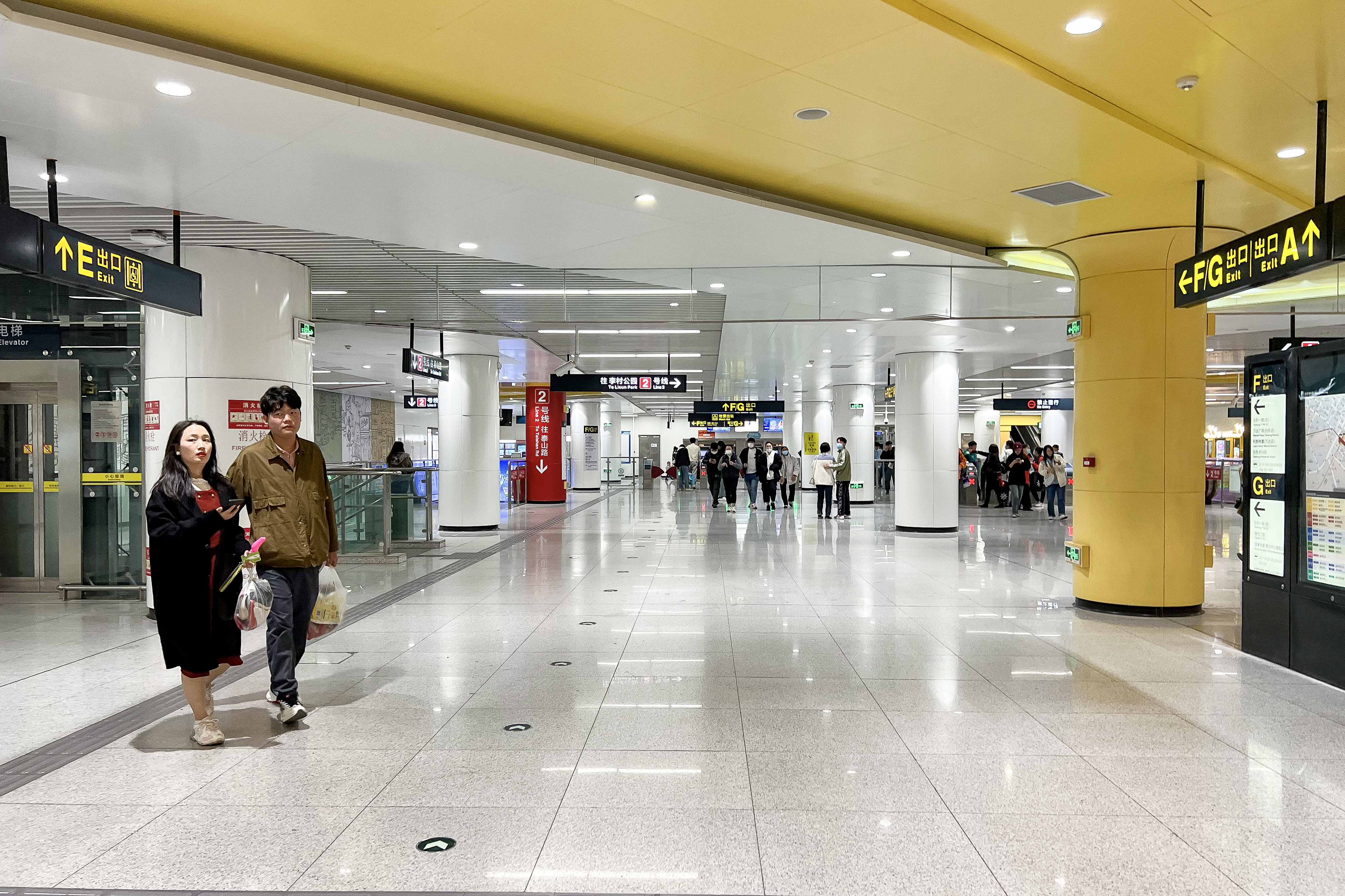
站厅

### 出入口

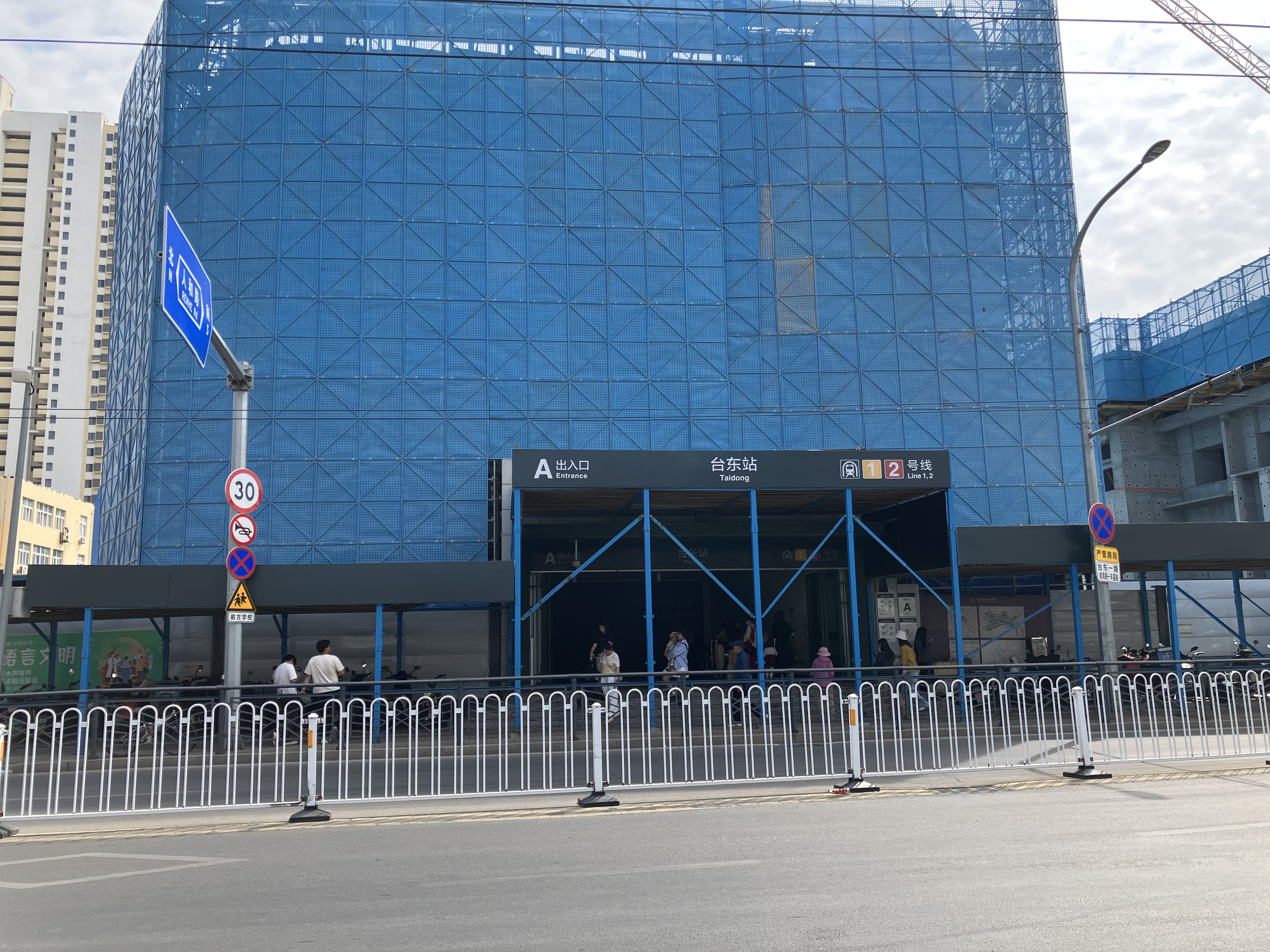
青岛地铁台东站A出入口

本站目前开放4个出入口，另有一独立的电梯出口。
- ：台东一路（南）、人和路
- ：台东一路（北）、台东步行街
- ：台东一路（北）、台东步行街
- ：台东一路（南）、菜市二路
- ：台东一路（北）、台东步行街
  - 图例： 设有

## 车站周边
台东站坐落于台东商业街周边。

## 换乘
台东站除自身轨道交通性质外，还可实现与市内公交车和出租车的近距离换乘：
- 分布于周边的公交车站，包括以下路线的停靠站点：1、2、19、28、30、104、119、125、217、218、222、226、229、232、301、320、372路等。